# Camaləddin Məhəmmədov

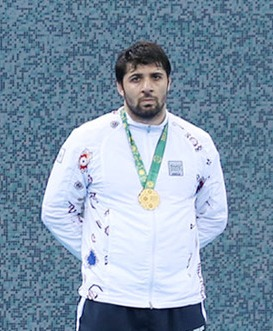
Camaləddin Məhəmmədov, 2017

Camaləddin Hacı oğlu Məhəmmədov (international auch Jamaladdin Magomedov; * 14. März 1989 in Machatschkala, Russische SFSR, Sowjetunion) ist ein aserbaidschanischer Ringer dagestanischer Abstammung. Er gewann bei der Weltmeisterschaft 2011 eine Bronzemedaille und wurde 2015 Vize-Weltmeister jeweils im freien Stil im Schwergewicht.

## Werdegang
Camaləddin Məhəmmədov wuchs in Dagestan auf und begann dort im Jahre 1999 mit dem Ringen, wobei er sich auf den freien Stil konzentrierte. Er entwickelte sich zu einem der besten russischen Nachwuchsringer in den schweren Gewichtsklassen. In den Jahren 2007 und 2008 startete er auch für Russland bei internationalen Meisterschaften bzw. Turnieren. Im Jahre 2009 wechselte er nach Aserbaidschan und gehört seitdem dem Sportclub Ataspor Baku an. Trainiert wurde bzw. wird er von Anwar Magomedgadschiew und Firdausi Umudow. Bis zum Jahre 2010 rang er im Halbschwergewicht, seit 2011 im Schwergewicht. Mit einem Körpergewicht von ca. 110 kg hat er allerdings das Gewichtslimit noch nicht ganz ausgereizt.
2007 nahm Camaləddin Məhəmmədov im Halbschwergewicht an der Junioren-Europameisterschaft in Belgrad teil und belegte dort hinter Waleri Andrizew aus der Ukraine und William Harth aus Deutschland den 3. Platz. 2008 kam er beim Golden-Grand-Prix in Baku in der gleichen Gewichtsklasse hinter Kurban Kurbanow aus Usbekistan und vor Eslami Abasar und Alireza Robat Moradi aus dem Iran auf den 2. Platz.
Im Jahre 2009 gewann er dann, erstmals für Aserbaidschan startend, bei der Junioren-Europameisterschaft in Tiflis im Halbschwergewicht seinen ersten internationalen Titel. Er siegte dort vor Dibir Dschalilow, Russland und Josef Javloviar aus der Slowakei. Bei der Junioren-Weltmeisterschaft dieses Jahres in Ankara unterlag er im Finale gegen Arfan Amiri aus dem Iran und belegte damit vor Wladislaw Baisajew aus Russland und Fatih Yasarli aus der Türkei den 2. Platz. Im Jahre 2010 wurde er vom aserbaidschanischen Ringerverband noch bei keinen internationalen Meisterschaften eingesetzt. Er belegte aber in diesem Jahr beim Golden-Grand-Prix in Baku im Halbschwergewicht hinter seinem Landsmann Chetag Gasjumow und vor Georgi Gogschelidse und Belduki Gawaschelischwili, beide aus Georgien, wieder einen hervorragenden 2. Platz.
2011 wurde Camaləddin Məhəmmədov vor Aslan Dsebischow, Ali Magomeddabirow und Ali Issajew erstmals aserbaidschanischer Meister im Schwergewicht. Er wurde daraufhin bei der Europameisterschaft in Dortmund eingesetzt und kam dort mit Siegen über Rareș Chintoan, Rumänien, Ruslan Basijew, Armenien und Dawit Modsmanaschwili, Georgien, einer Niederlage im Halbfinale gegen Alexei Schemarow, Belarus und einem weiteren Sieg im Kampf um eine Bronzemedaille über Ioannis Arzoumanidis, Griechenland auf den 3. Platz. Eine Bronzemedaille gewann er dann auch bei der Weltmeisterschaft dieses Jahres in Istanbul. Dabei gelangen ihm Siege über Dániel Ligeti, Ungarn, Dimitar Kumtschew, Bulgarien und Deng Zhiwei aus China. Im Halbfinale unterlag er gegen den Olympiasieger und mehrfachen Weltmeister Biljal Machow aus Russland. Im Kampf um die Bronzemedaille konnte er schließlich Dschargalsaichany Tschuluunbat aus der Mongolei besiegen.
Bei der Europameisterschaft 2012 in Belgrad siegte er zunächst über Ruslan Basijew aus Armenien, musste sich aber in seinem nächsten Kampf dem bulgarischen Routenier Dimitar Kumtschew geschlagen geben, womit er ausschied und nur den 11. Platz erreichte. Auf Grund seines guten Abschneidens bei der Weltmeisterschaft 2011 konnte Dschamaladdin Magomedow auch bei den Olympischen Spielen 2012 in London an den Start gehen. Er verlor dort aber gleich seinen ersten Kampf gegen den ehemaligen Weltmeister Biljal Machow. Da dieser das Finale nicht erreicht, schied er aber schon früh aus und kam nur auf den 16. Platz.
2013 gewann Camaləddin Məhəmmədov bei der Europameisterschaft in Tiflis eine Bronzemedaille im Schwergewicht. Er unterlag dort zwar in seinem ersten Kampf gegen Taha Akgül aus der Türkei, besiegte aber in der Trostrunde Dimitar Kumtschew aus Bulgarien und Daniel Ligeti aus Ungarn. Bei der Weltmeisterschaft 2013 in Budapest besiegte er zunächst Jesse Ruiz Flores aus Mexiko und Chuluunbat Rargalsaichan aus der Mongolei, unterlag aber im Viertelfinale gegen Alen Sasajew aus der Ukraine und in der Trostrunde gegen Taha Akgül. Er kam damit auf den 8. Rang.
Im Jahre 2014 war er nur bei der Europameisterschaft in Varna am Start. Er siegte dort in der ersten Runde gegen Dimitrijs Mihailovs aus Lettland, verlor aber schon in der nächsten Runde gegen Dawit Modsmanaschwili, womit er ausschied und den 7. Platz belegte.
2015 wurde dann das bisher erfolgreichste Jahr in der Laufbahn von Camaləddin Məhəmmədov. Im Juni dieses Jahres gewann er bei den 1. Europäischen Spielen in Baku nach einem Sieg über Jonas Rudavicius, Litauen, einer Niederlage gegen Taha Agül und Siegen über Robert Baran aus Polen und Soslan Gaglojew aus der Slowakei eine Bronzemedaille. Bei der Weltmeisterschaft im September 2015 in Las Vegas besiegte er Mohamed Sabah Saklawe aus dem Irak, Nobuyoshi Arakida aus Japan, Dschargalsaichany Tschuluunbat und Geno Petriaschwili aus Georgien. Er stand damit im Finale Taha Akgül gegenüber, gegen den er unterlag. Trotzdem war der Gewinn der WM-Silbermedaille sein bisher größter Erfolg.

## Internationale Erfolge
| Jahr | Platz | Wettbewerb                                     | Gewichtsklasse | Ergebnis |
| 2007 | 3.    | Junioren-EM in Belgrad                         | Halbschwer     | hinter Waleri Andrizew, Ukraine und William Harth, Deutschland |
| 2008 | 2.    | Golden-Grand-Prix in Baku                      | Halbschwer     | hinter Kurban Kurbanow, Usbekistan, vor Eslami Abasar und Alireza Robat Moradi, beide Iran |
| 2009 | 1.    | Junioren-EM in Tiflis                          | Halbschwer     | vor Dibir Dschalilow, Russland und Josef Javloviar, Slowakei |
| 2009 | 2.    | Junioren-WM in Ankara                          | Halbschwer     | hinter Arfan Amiri, Iran, vor Wladislaw Baisajew, Russland und Fatih Yasarli, Türkei |
| 2010 | 2.    | Golden-Grand-Prix in Baku                      | Halbschwer     | hinter Chetag Gasjumow, Aserbaidschan, vor Georgi Gogschelidse und Belduki Gawaschelischwili, beide Georgien |
| 2011 | 3.    | EM in Dortmund                                 | Schwer         | nach Siegen über Rareș Chintoan, Rumänien, Ruslan Basijew, Armenien und Dawit Modsmanaschwili, Georgien, einer Niederlage gegen Alexei Schemarow, Belarus und einem Sieg über Ioannis Arzoumanidis, Griechenland |
| 2011 | 3.    | Golden-Grand-Prix in Baku                      | Schwer         | hinter Taha Akgül und Fatih Çakıroğlu, beide Türkei, gemeinsam mit Dawit Modsmanaschwili, vor Georgi Sakandelidse, beide Georgien und Ali Issajew, Aserbaidschan                                                 |
| 2011 | 3.    | WM in Istanbul                                 | Schwer         | nach Siegen über Dániel Ligeti, Ungarn, Dimitar Kumtschew, Bulgarien und Deng Zhiwei, China, einer Niederlage gegen Biljal Machow, Russland und einem Sieg über Dschargalsaichany Tschuluunbat, Mongolei         |
| 2012 | 11.   | EM in Belgrad                                  | Schwer         | nach einem Sieg über Ruslan Basijew, Armenien und einer Niederlage gegen Dimitar Kumtschew |
| 2012 | 3.    | Welt-Cup in Baku                               | Schwer         | hinter Tervel Dlagnev, USA und Alexei Schemarow, Belarus |
| 2012 | 16.   | OS in London                                   | Schwer         | nach einer Niederlage gegen Biljal Machow |
| 2013 | 3.    | „Yasar-Dogu“-Memorial in Ankara                | Schwer         | hinter Taha Akgül und Kurban Kurbanow, Usbekistan |
| 2013 | 3.    | EM in Tiflis                                   | Schwer         | nach einer Niederlage gegen Taha Akgül Türkei und Siegen über Dimitar Komtschew und Daniel Ligeti |
| 2013 | 7.    | Universiade in Kasan                           | Schwer         | Sieger: Taha Akgül vor Alexander Chotsianiwski, Ukraine |
| 2013 | 1.    | „Wacław-Ziółkowski“-Memorial in Spała          | Schwer         | vor Alexei Nikolajew, Belarus, Tervel Dlagnev, USA und Alexei Krupniakow, Kirgisistan |
| 2013 | 8.    | WM in Budapest                                 | Schwer         | nach Siegen über Jesse Ruiz Flores, Mexiko und Dschargalsaichany Tschuluunbat und Niederlagen gegen Alen Sasejew, Ukraine und Taha Akgül                                                                         |
| 2013 | 3.    | Golden-Grand-Prix in Baku                      | Schwer         | hinter Axander Chotsianiwski und Ali Isajew, Aserbaidschan |
| 2014 | 1.    | „Dan Kolow“ & „Nikola Petrow“-Turnier in Sofia | Schwer         | vor Alen Sasejew, Boban Danow, Mazedonien und Andrak Galstjan, Armenien |
| 2014 | 7.    | EM in Vantaa/Finnland                          | Schwer         | nach einem Sieg über Dimitrijs Mihailovs, Lettland und einer Niederlage gegen Dawit Modsmanaschwili, Georgien |
| 2015 | 2.    | Großer Preis von Paris                         | Schwer         | hinter Alexander Chotsianiwski und vor Daniel Ligeti und Deng Zhiwei, China |
| 2015 | 3.    | 1. Europäische Spiele in Baku                  | Schwer         | nach einem Sieg über Jonas Rudavicius, Litauen, einer Niederlage gegen Taha Akgül und Siegen über Robert Baran, Polen und Soslan Gaglojew, Slowakei                                                              |
| 2015 | 2.    | WM in Las Vegas                                | Schwer         | nach Siegen über Mohamed Sabah Saklawe, Irak, Nobuyoshi Arakida, Japan, Dschargalsaichany Tschuluunbat und Geno Petriaschwili, Georgien und einer Niederlage gegen Taha Akgül                                    |

Erläuterungen
- alle Wettbewerbe im freien Stil
- OS = Olympische Spiele, WM = Weltmeisterschaft, EM = Europameisterschaft
- Halbschwergewicht, Gewichtsklasse bis 96 kg, Schwergewicht, bis zum 31. Dezember 2013 bis 120 kg und seit dem 1. Januar 2014 bis 125 kg Körpergewicht